# وزوز عشق
«وزوز عشق» (به انگلیسی: Love Buzz) ترانه‌ای از شاکینگ بلو و یکی از قطعه‌های آلبوم در خانه است که در سال ۱۹۶۹ میلادی منتشر شد. این ترانه در سال ۱۹۸۸ توسط گروه نیروانا بازخوانی شد و به‌عنوان نخستین تک‌آهنگ از آلبوم ضدعفونی منتشر شد.